# Afrophorella africana
Afrophorella africana es la única especie de escarabajo del género Afrophorella, familia Buprestidae. Fue descrita por Obenberger en 1942.
Se distribuye por Etiopía, Kenia y Somalia.